# 豊田市立堤小学校
豊田市立堤小学校（とよたしりつ つつみしょうがっこう）は、愛知県豊田市堤本町流にある公立小学校。豊田市内の公立小学校の中では人数が多い。(約800人)

## 沿革
- 1873年（明治6年） - 高林寺および願誓寺を借用し、第八小学校が創立。
- 1887年（明治20年）4月 - 小学校令が公布され、尋常小学校堤学校に改称。
- 1892年（明治25年）8月 - 堤村立堤尋常小学校に改称。
- 1907年（明治40年）1月 - 高岡村が設置され、高岡村立第一尋常小学校に改称。
- 1908年（明治41年）4月 - 高等小学校が統廃合され、高岡村立高岡第一尋常小学校に改称。その後、高等科が併設され、高岡第一尋常小学校と改称。
- 1915年（大正4年）8月 - 高等科の分離により、再び高岡村立高岡第一尋常小学校に改称。
- 1941年（昭和16年）4月 - 国民学校令の公布により、高岡村堤国民学校に改称。
- 1947年（昭和22年）4月 - 国民学校の廃止により、高岡村立堤小学校に改称。
- 1956年（昭和31年）5月 - 町制の施行により高岡町立堤小学校に改称。
- 1965年（昭和40年）9月 - 高岡町と豊田市の合併により、豊田市立堤小学校に改称。

## 通学区域
- 大島町、上丘町（定林・八ツ田・末広・清・廻間32-34を除く）、高岡町、高岡本町、高丘新町、堤町（寺池・寺池上を除く）、堤本町、西岡町、本田町、前林町[1]

## 進学先中学校
- 豊田市立前林中学校 豊田市立高岡中学校

## 校区の主な施設
- トヨタ自動車堤工場
- トヨタ自動車高岡工場
- 豊田市役所高岡支所
- 愛知陸運

## 著名な出身者
- 浜田一夫 - 元プロ野球選手（投手）・中日ドラゴンズ。豊田市立高岡中学校（当時の進学先）出身[2]